# Pionier (Schiff, 1900)
Die Pionier war ein Schiff des Kaiserlichen Hafenbauamtes von Swakopmund in der Kolonie Deutsch-Südwestafrika.

## Geschichte
Die Pionier wurde im Jahre 1900 in Papenburg gebaut. Am 20. Dezember 1900 ging sie in den Dienst des Kaiserlichen Hafenbauamtes von Swakopmund.
Die Kolonie Deutsch-Südwestafrika besaß keinen natürlichen Hafen und man wollte sowohl aus politischen, als auch aus wirtschaftlichen Gründen, nicht den Hafen der britischen Walfischbucht benutzen, das als eine Exklave in der Küstenlinie der deutschen Kolonie lag. Swakopmund bot sich als nächstgünstiger Hafenplatz an und es wurde dort eine Mole und eine Seebrücke für den Warenumschlag gebaut.
Über das weitere Schicksal der Pionier ist nichts bekannt.